# 山姆·桑德斯 (高爾夫球)
山姆·桑德斯（英語：Sam Saunders；1987年7月30日—）是一位美國高爾夫球運動員，參加PGA巡迴賽的賽事。2015年，他參加了高爾夫球美國公開賽的賽事，這是他首次參加大滿貫賽事。